# Julia C. Collins
Julia C. Collins (c. 1842 – novembre 25, 1865 a Williamsport, Pennsilvània) fou una mestra d'escola i escriptora afroamericana estatunidenca que entre el 1864 i el 1865 va escriure assajos per la publicació de l'església episcopal metodista africana, The Christian Recorder. El gener de 1865 va començar la seva novel·la The Curse of Caste, or the Slave Bride que fou serialitzada en les pàgines de la revista The Christian Recorder. Aquesta novel·la ha restat inacabada perquè la seva autora va morir de tuberculosi. El 2006, William L. Andrews de la Universitat de Carolina del Nord a Chapel Hill i Mitch Kachun de la Universitat de Western Michigan van compilar les obres de Collins i la seva novel·la inacabada i van publicar-les amb notes i comentaris en una obra editada per Oxford University Press.

## Vida i obra literària
Es coneix poc de la vida de Julia Collins. Hi ha historiadors que creuen que va néixer com una dona al nord del país però no es coneix el seu nom de naixement ni la data i lloc on va néixer. El 1860 apareix una dona que es diu Julia al cens de Williamsport, Pennsilvània, una Julia Green de 16 anys que vivia amb la família d'Enoch Gilchrist, un abolicioinista negre conductor del Ferrocarril Subterrani. És versemblant que les dues Julia fossin la mateixa persona, però no es pot verificar. Una senyal de que fos una persona ben educada del nord són les referències a les seves obres a personalitats com Alexander Pope, William Shakespeare, Henry Wadsworth Longfellow i autors clàssics antics.
El què es coneix certament sobre ella són les referències que apareixen al Christian Recorder. En el número del Recorder Enoch Gilchrist anuncia que Julia Collins fou llogada com mestre d'escola per alumnes negres a Williamsport, Pennsilvània. A aquella època no hi havia cap edifici per ensenyar a nens negres. El comitè escolar va autoritzar el salari d'un mestre havia de provehir els materials i l'espai. L'escola probablement va estar localitzada a la secció afroamericana a prop del riu Susquehanna i de l'església episcopal metodista africana. No es coneix on va viure Collins abans de l'abril de 1864.
Stephen Carlisle Collins, marit de la Julia, va néixer com un home lliure a Pennsilvània i vivia a Williamsport. Durant la Guerra Civil dels Estats Units va ser allistat al sisè regiment d'infanteria negra dels Estats Units. Després de la guerra va treballar en una barberia de Williamsport i fou comandant de la l'organització de veterans Grand Army of the Republic. Al segle xix els mestres d'escola i els barbers tenien un gran reconeixement entre els afroamericans, cosa que significa que els Collins eren una família respectada de la comunitat de Williamsport.
Julia Collins va morir el 25 de novembre de 1865. Noves va esdevenir una membre de l'església episcopal metodista africana en el seu llit de mort. Segons el Recorder ella va morir sense tenir fills, cosa que ha fet especular que tenia uns 20 anys en el moment de la seva mort.

### Obra literària
El títol dramàtic de la seva novel·la The Curse of Caste, or The Slave Bride ja anuncia la història que explica. Aquesta obra va ser publicada en vuit episodis al Christian Recorder el 1865. La història tracta sobre temes com la identitat racial, el matrimoni interracial, i les injustícies del racisme i l'esclavitud americana. La història s'acaba abruptament quan la trama assoleix el clímax i resolució quan Collins va morir de tuberculosi el novembre, deixant la novel·la inacabada. El 2006, l'Oxford University Press va editar la novel·la amb una introducció i dos finals alternatius escrits per Mitch Kachum i William Andrews.
Collins també va escriure sis assajos pel Christian Recorder entre el 19 d'abril de 1864 i el 20 de geber de 1865. Els primers quatre assajos són firmats a Williamsport i els últims a Oswego, Nova York. Aquests assajos tenen un missatge d'empoderament de la comunitat negra americana.

### Recepció de la seva obra
Mitch Kachun, professora associada de la Universitat Western Michigan va redescobrir la novel·la quan buscava en els microfilms del Christian Recorder. Amb William L. Andrews, Katchun argumenta que aquesta novel·la és la primera novel·la escrita per una dona negra estatunidenca. Argumenten que les novel·les més antigues escrites per dones afroamericanes com Our Nigh de Harriet E. Wilson (1859) i Incidents in the Life of a Slave Girl de Harriet Ann Jacobs (1861) eren bàsicament autobiogràfics. Durant una conferència a la Universitat Valley State Kachun va remarcar que els personatges de Collins podien tenir breus moments feliços com un casament al mig d'una Amèrica tumultuosa. Kachun especulà que Collins pretenia que els negres es podien empoderar amb el matrimoni i els moments d'oci.
Altres investigadors argumenten que les explicacions de Kachun i Andrews no són prou acurades. El professor de Harvard Henry Louis Gates Jr. diu que les primeres novel·les són de ficció autobiogràfica i que Our Nig és la primera novel·la escrita per una dona negra estatunidenca. Gates diu també que no van redescobrir aquest llibre, ja que fou editat en microfitxes el 1989 com a part del "The Black Periodical Fiction Project". A petició de Gates, Andrews i Kachun van afegir una nota de peu de pàgina en el llibre reconeixent aquest fet. El crític literari del The New York Times, Sven Birkerts argumenta també que la novel·la de Collins no és la primera novel·la escrita per una dona afroestatunidenca
Tot i aquests diferències en la classificació de la novel·la, diversos filòlegs creuen que aquesta proveeix punts de vista significatius sobre la identitat racial, el romanç interracial, els avantpassats negres ocultats i les ideologies de gènere. La història il·lumina com el prejudici racial persisteix a través de generacions i té el poder de reprimir a persones. Veta Smith Tucker, de la African American Review afirma que l'obra de Collins dona als investigadors una gran oportunitat d'aprendre mitjançant l'arqueologia literària Collins va utilitzar el Christian Recorder per difondre la seva veu i Tucker espera que els missatges de Collins d'autoempoderament, aixecament racial i de les ideologies de gènere encara són importants avui en dia.
El Juny de 2010 es va instal·lar un marcador històric de l'estat de Pennsilvània al passeig del riu de Williamsport, a prop d'on es creu que Collins va tenir l'escola, per a reconéixer la importància de la seva vida i obra.